# Табла, Баллу
Баллу́ Жан-Ив Табла́ (фр. Ballou Jean-Yves Tabla; 31 марта 1999, Абиджан, Кот-д’Ивуар) — канадский футболист ивуарийского происхождения, атакующий полузащитник клуба «Атлетико Оттава» и сборной Канады.

## Клубная карьера
В академию клуба MLS «Монреаль Импакт» Табла впервые пришёл в августе 2012 года. 9 декабря 2013 года покинул академию «Импакт», присоединившись к любительской команде «Панэллиниос». Вернулся в академию «Монреаль Импакт» в апреле 2015 года.
10 ноября 2015 года Табла был подписан в фарм-клуб «Монреаль Импакт» ФК «Монреаль», выступавший в USL. В феврале 2016 года прошёл тренировочный курс в итальянском клубе «Болонья». Забил гол в своём дебютном матче на профессиональном уровне, в принципиальном поединке «Монреаля» против «Торонто II», состоявшемся 9 апреля 2016 года. В августе признавался игроком недели в USL. В ноябре того же года вновь тренировался в «Болонье».
20 октября 2016 года первая команда «Монреаль Импакт» подписала Табла как доморощенного игрока, двухлетний контракт вступал в действие с сезона 2017. Его дебют в MLS состоялся 4 марта в матче стартового тура сезона 2017 против «Сан-Хосе Эртквейкс», в котором он вышел на замену на 63-й минуте вместо Доминика Одуро. Свой первый гол в высшей лиге забил 1 апреля в матче против «Чикаго Файр». 8 августа 2017 года было сообщено, что Табла пропустил тренировку, требуя удовлетворить трансферное предложение по нему от неназванного европейского клуба второго дивизиона. Но на следующий день он извинился за пропуск тренировки через свой Твиттер.
25 января 2018 года «Монреаль Импакт» и «Барселона» достигли соглашения о трансфере Табла в фарм-клуб каталонцев «Барселона B». Игрок подписал контракт на три года с суммой отступных в размере €25 млн, в случае продления контракта сумма возрастёт до €75 млн. Его дебют за «Барселону B» состоялся 10 февраля 2018 года в матче против «Алькоркона». 22 апреля 2018 года в матче против «Райо Вальекано» он забил свой первый гол за «Барсу B».
31 января 2019 года Табла отправился в аренду в клуб Сегунды «Альбасете» до конца сезона 2018/19. За клуб сыграл всего два матча, в обоих выходил на замену.
7 августа 2019 года Табла вернулся в «Монреаль Импакт», перейдя на правах аренды до конца сезона 2019. В январе 2020 года Табла перешёл в «Монреаль Импакт» на постоянной основе, подписав двухлетний контракт с опцией продления ещё на два года. По окончании сезона 2021 «Клёб де Фут Монреаль» не стал продлевать контракт с Табла.
15 февраля 2022 года Табла подписал трёхлетний контракт с клубом Канадской премьер-лиги «Атлетико Оттава». Дебютировал за «Оттаву» 9 апреля в матче стартового тура сезона 2022 против «Кавалри». 29 апреля в матче против «Йорк Юнайтед» забил свой первый гол за «Оттаву». По итогам сезона 2022, в котором забил шесть мячей, Табла номинировался на звание игрока года в КПЛ.
25 января 2023 года Табла перешёл в клуб Первой лиги Турции «Маниса», подписав контракт сроком на 2,5 года. За «Манису» дебютировал 29 января в матче против «Денизлиспора», выйдя на замену на 62-й минуте вместо Эдгара Приба. 25 марта в матче против «Алтая» забил свой первый гол за «Манису».
22 января 2024 года Табла вернулся в «Атлетико Оттава», подписав трёхлетний контракт.

## Международная карьера
Табла представлял Канаду на различных юношеских и молодёжных уровнях — в сборных до 14, до 15, до 17, до 18 и до 20 лет. Участвовал в чемпионате КОНКАКАФ среди команд до 17 лет 2015.
Сперва Табла отклонил несколько вызовов от сборной Канады и склонялся к выступлению за сборную Кот-д’Ивуара. Но позднее, в сентябре 2018 года, объявил о намерении выступать за Канаду. За сборную Канады Табла дебютировал 17 октября 2018 года в матче отборочного турнира Лиги наций КОНКАКАФ 2019/2020 против сборной Доминики.
В марте 2021 года в составе сборной Канады до 23 лет Табла принимал участие в отборочном турнире Олимпийских игр 2020 в зоне КОНКАКАФ.

## Достижения
Командные
 «Барселона»
- Победитель Юношеской лиги УЕФА: 2017/18

 «Атлетико Оттава»
- Победитель регулярного чемпионата Канадской премьер-лиги: 2022

Индивидуальные
- Футболист года в Канаде до 17 лет: 2014[41]
- Футболист года в Канаде до 20 лет: 2016[42][43]

## Статистика выступлений

### Клубная статистика
| Выступление              | Выступление      | Выступление      | Лига | Лига | Кубок | Кубок | Континент. | Континент. | Прочие | Прочие | Итого | Итого |
| Клуб                     | Лига             | Сезон            | Игры | Голы | Игры  | Голы  | Игры       | Голы       | Игры   | Голы   | Игры  | Голы  |
| ------------------------ | ---------------- | ---------------- | ---- | ---- | ----- | ----- | ---------- | ---------- | ------ | ------ | ----- | ----- |
| Монреаль                 | USL              | 2016             | 21   | 5    | —     | —     | —          | —          | —      | —      | 21    | 5     |
| Монреаль                 | Итого            | Итого            | 21   | 5    | —     | —     | —          | —          | —      | —      | 21    | 5     |
| Монреаль Импакт          | MLS              | 2017             | 21   | 2    | 3     | 1     | —          | —          | —      | —      | 24    | 3     |
| Монреаль Импакт          | Итого            | Итого            | 21   | 2    | 3     | 1     | —          | —          | —      | —      | 24    | 3     |
| Барселона B              | Сегунда          | 2017/18          | 12   | 1    | —     | —     | —          | —          | —      | —      | 12    | 1     |
| Барселона B              | Сегунда Б        | 2018/19          | 18   | 2    | —     | —     | —          | —          | —      | —      | 18    | 2     |
| Барселона B              | Итого            | Итого            | 30   | 3    | —     | —     | —          | —          | —      | —      | 30    | 3     |
| Альбасете (аренда)       | Сегунда          | 2018/19          | 2    | 0    | —     | —     | —          | —          | —      | —      | 2     | 0     |
| Альбасете (аренда)       | Итого            | Итого            | 2    | 0    | —     | —     | —          | —          | —      | —      | 2     | 0     |
| Монреаль Импакт (аренда) | MLS              | 2019             | 4    | 0    | 0     | 0     | —          | —          | —      | —      | 4     | 0     |
| Монреаль Импакт (аренда) | Итого            | Итого            | 4    | 0    | 0     | 0     | —          | —          | —      | —      | 4     | 0     |
| Клёб де Фут Монреаль     | MLS              | 2020             | 5    | 1    | —     | —     | 2          | 0          | —      | —      | 7     | 1     |
| Клёб де Фут Монреаль     | MLS              | 2021             | 2    | 0    | 3     | 2     | —          | —          | —      | —      | 5     | 2     |
| Клёб де Фут Монреаль     | Итого            | Итого            | 7    | 1    | 3     | 2     | 2          | 0          | —      | —      | 12    | 3     |
| Атлетико Оттава          | CPL              | 2022             | 27   | 6    | 1     | 0     | —          | —          | 3      | 1      | 31    | 7     |
| Атлетико Оттава          | Итого            | Итого            | 27   | 6    | 1     | 0     | —          | —          | 3      | 1      | 31    | 7     |
| Маниса                   | Первая лига      | 2022/23          | 14   | 3    | —     | —     | —          | —          | —      | —      | 14    | 3     |
| Маниса                   | Первая лига      | 2023/24          | 7    | 1    | 2     | 0     | —          | —          | —      | —      | 9     | 1     |
| Маниса                   | Итого            | Итого            | 21   | 4    | 2     | 0     | —          | —          | —      | —      | 23    | 4     |
| Атлетико Оттава          | CPL              | 2024             | 20   | 2    | 3     | 1     | —          | —          | —      | —      | 23    | 3     |
| Атлетико Оттава          | Итого            | Итого            | 20   | 2    | 3     | 1     | —          | —          | —      | —      | 23    | 3     |
| Всего за карьеру         | Всего за карьеру | Всего за карьеру | 153  | 23   | 12    | 4     | 2          | 0          | 3      | 1      | 170   | 28    |

### Международная статистика
| Команда | Год   | Игры | Голы |
| ------- | ----- | ---- | ---- |
| Канада  |       |      |      |
| 2018    | 2     | 0    |      |
| Всего   | Всего | 2    | 0    |